# Названовский сельсовет
Названовский сельсовет — сельское поселение в Колышлейском районе Пензенской области Российской Федерации.
Административный центр — деревня Названовка.

## История
Статус и границы сельского поселения установлены Законом Пензенской области от 2 ноября 2004 года № 690-ЗПО «О границах муниципальных образований Пензенской области».

## Население
| 2002  | 2010  | 2012  | 2013  | 2014  | 2015  | 2016  |
| ----- | ----- | ----- | ----- | ----- | ----- | ----- |
| 1776  | ↘1652 | ↘1615 | ↘1580 | ↘1532 | ↘1518 | ↘1495 |
| 2017  | 2018  | 2021  |       |       |       |       |
| ↘1469 | ↘1437 | ↘1227 |       |       |       |       |

## Состав сельского поселения
| № | Населённый пункт | Тип населённого пункта          | Население |
| - | ---------------- | ------------------------------- | --------- |
| 1 | Названовка       | деревня, административный центр | ↘800      |
| 2 | Новая Названовка | деревня                         | 62        |
| 3 | Сабуровка        | деревня                         | 160       |
| 4 | Сущевка          | село                            | ↘630      |